# Edmund Spenser
Edmund Spenser (c. 1552 i London – 16. januar 1599 sammesteds) var en engelsk digter. 
Spenser studerede indtil 1576 ved Pembroke College, Cambridge, og levede derefter en tid i
Nordengland. 1578 kom han tilbage til London, blev
bekendt med Philip Sidney og gennem ham med
Greven af Leicester. 1580 fulgte han som
Privatsekretær med den irske Statholder, Lord Grey,
til Dublin. Senere fik han Jordegods i Cork og
levede der paa Kilcolman Slot, først som
Regeringens Embedsmand, senere som Sekretær for
Raadet i Munster. Her skrev han 1596 til
Regeringen: A View of the Present State of Ireland
(først trykt 1633), der viser, at han ikke var
mild i sin Opfattelse af Irlænderne. Han var
heller ikke afholdt af dem, og da Opstanden
brød ud 1598, blev hans Gaard brændt, og han
undslap med Nød og næppe til London, hvor
han kort efter døde, som det synes, i stor
Fattigdom. Han blev begravet i Westminster
Abbedi, hvor der er et Mindesmærke over ham.
Spenser blev først kendt som Digter ved sin Række
hyrdedigte: The Shepheardes Calender (1579),
et Digt for hver Maaned, i hvilke Hyrderne ikke
blot taler om deres Kærlighed, men ogsaa
drøfter Religion og Politik. Hans Hovedværk er
dog The Faerie Queene, et stort anlagt episk
Digt; det skulde indeholde tolv Bøger; men der
udkom kun seks, tre 1590, og tre ny 1596,
medens der findes Fragmenter af en syvende
Bog. Hans Mønstre er Ariost og Tasso. Hver
Bog beskriver en Ridders Eventyr ved
Fedronningens Hof, og bag den allegoriske Skildring
findes overalt Hentydninger til Samtiden. Naar
S. nævnes som Tidens største Digter ved Siden
af Shakespeare, er det væsentlig pga. dette
Digt. Det er ogsaa fremragende ved de
pragtfulde Beskrivelser, det herlige Sprog, der dog
er overfyldt med Arkaismer, og den skønne
Følelse, der bærer det; men den gennemførte
Allegori gør det tungt for Nutidslæsere. 
Af Spensers øvrige Digte kan nævnes: Complaints (1591),
Colin Clout's come Home again (1595),
sonettesamlingen Amoretti og det smukke
Epithalamium, hans skønneste Digt (1595), Astrophel,
et Sørgedigt over Vennen Sir Philip Sidney
(1596). S.'s Værker er ofte udgivne; den bedste
Udgave er ved Grosart (10 bind, 1882—84), med
en indgaaende Biografi; desuden kan nævnes:
Globe-Udgaven ved Morley (1 bind, 1873) og The
Aldine Edition (5 bind) med en Biografi af Collier.